# Uvaria lauterbachiana
Uvaria lauterbachiana este o specie de plante angiosperme din genul Uvaria, familia Annonaceae, descrisă de Friedrich Ludwig Diels. Conform Catalogue of Life specia Uvaria lauterbachiana nu are subspecii cunoscute.